# Dario Potroško
Dario Potroško (* 9. Oktober 1992 in Koprivnica) ist ein kroatischer Fußballspieler.

## Karriere
Potroško begann seine Karriere beim NK Slaven Belupo Koprivnica. Die Saison 2007/08 verbrachte er beim NK Koprivnica. 2011 kehrte er als Leihspieler von Slaven Belupo zum NK Koprivnica zurück.
2013 wechselte er fest zum NK Koprivnica. 2016 schloss Potroško sich dem NK Vrbovec an. Nach einem halben Jahr bei Vrbovec wechselte er in der Winterpause der Saison 2016/17 nach Österreich zum sechstklassigen ASKÖ Jabing.
Im Juli 2017 wechselte er zum Zweitligisten Kapfenberger SV. Sein Debüt in der zweiten Liga gab er im August 2017, als er am dritten Spieltag der Saison 2017/18 gegen die WSG Wattens in der 80. Minute für David Sencar eingewechselt wurde. Nach der Saison 2017/18 verließ er Kapfenberg und wechselte zum fünftklassigen SVH Waldbach, den er nach abermals einer Spielzeit in Richtung TuS Vorau verließ. Dort blieb er in den nachfolgenden viereinhalb Spielzeiten verließ den Unterliga-Ost-Verein in der Winterpause 2023/24. Seit Sommer 2024 ist er für den USV Markt Hartmannsdorf in der siebentklassigen Gebietsliga Süd aktiv.

## Berufslaufbahn
In Koprivnica war er neben seiner Fußballkarriere auch als privater Kraft- und Konditionstrainer tätig.